# Bay platform
Bay Platform (em tradução livre, plataforma baía) é o termo utilizado no Reino Unido e Austrália para designar uma plataforma ferroviária sem saída em uma estação ferroviária que possui várias linhas. É normal que este tipo de plataforma seja mais curta do que as demais.

## Visão geral

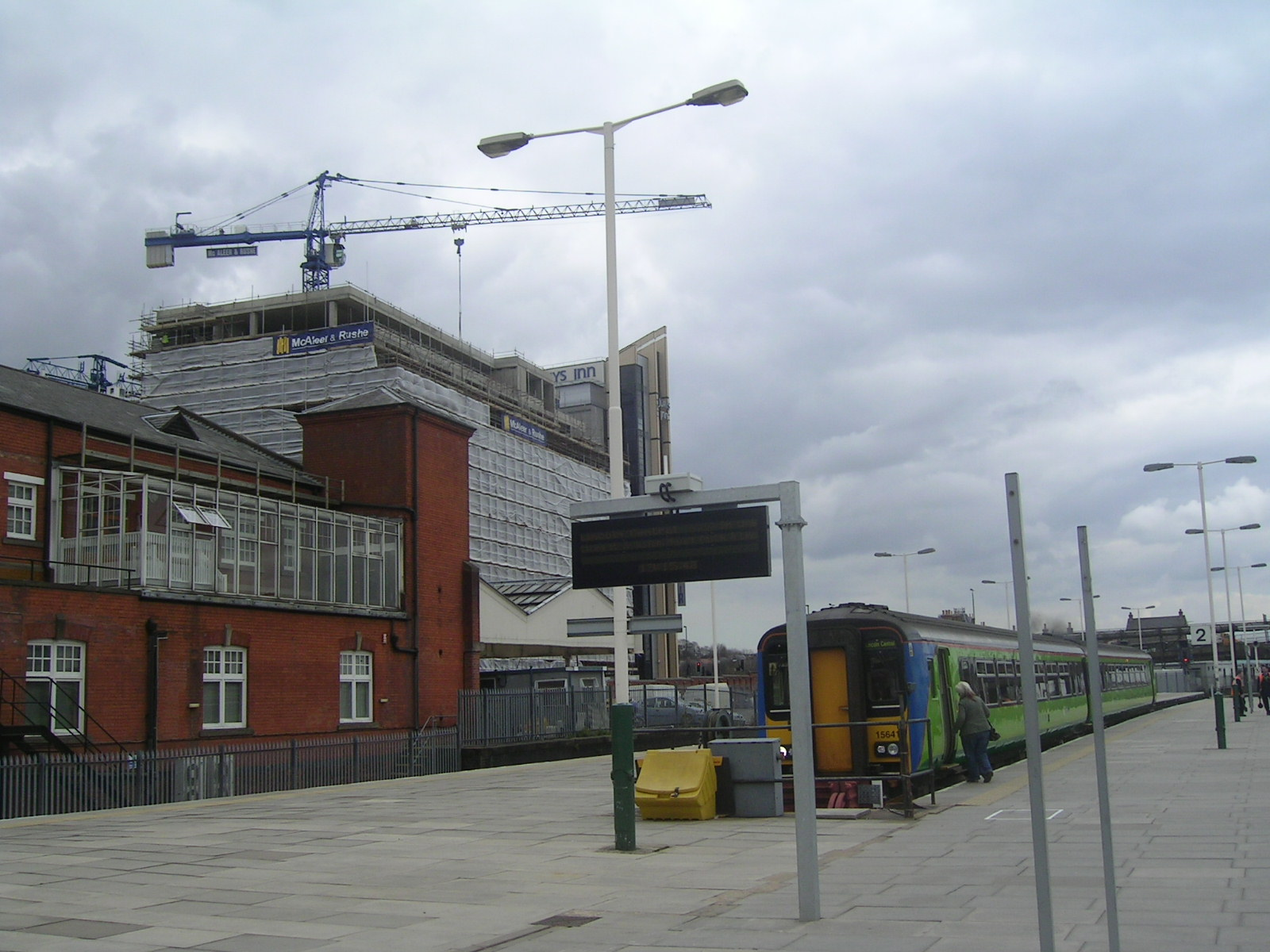
Bay platform na estação ferroviária de Nottingham

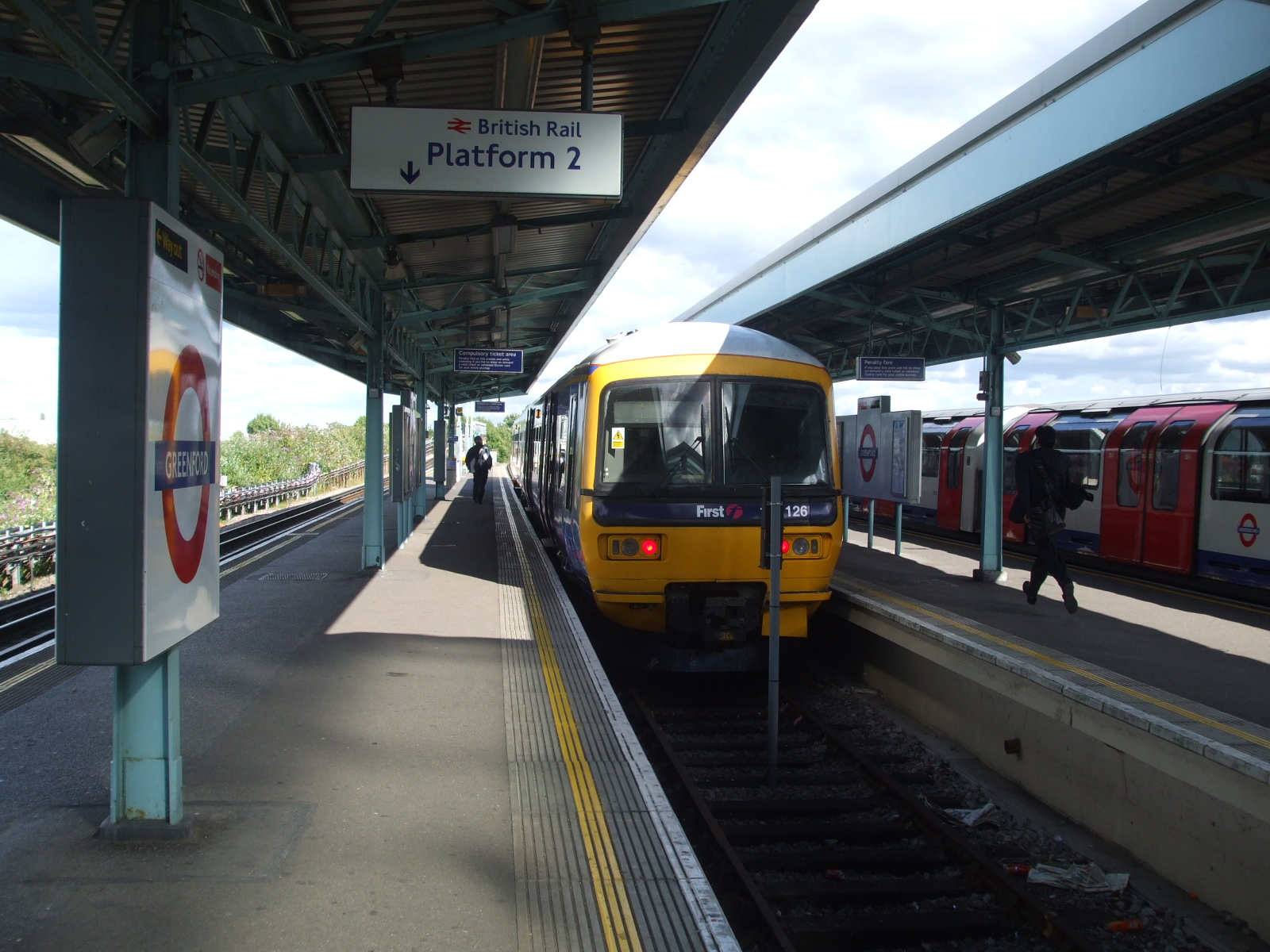
Bay platform na estação de Greenford station

As bay platform são assim chamadas porque se assemelham às características geográficas de uma baía.
Exemplos de estações com este tipo de plataforma incluem as estações ferroviárias de Carlisle, Ryde Pier Head e Nottingham, na Inglaterra, e a Estação San Francisco International Airport, em San Francisco, Estados Unidos, que possui três bay platform, duas das quais estão em uso. A Estação O'Hare, em Chicago apresenta uma bay platform com uma pista na baia e uma pista em cada lado da plataforma. A Millennium Station, também em Chicago, possui várias bay platform para a South Shore Line e Metra. O Hoboken Terminal e a Estação 33rd Street, que fazem parte da PATH, possuem plataformas deste modelo. A Estação Ferry Avenue, na PATCO Speedline, também tem uma bay platform. No metrô de Nova York, no entanto, elas são vistas como plataformas laterais ou de ilha conectadas nas extremidades, em vez de bay platforms.
Os trens que usam uma bay platform devem, por motivos óbvios, inverter o sentido e partir na direção de onde chegaram.